# Onychogomphus rossii
Onychogomphus rossii är en trollsländeart som beskrevs av Elliot C.G. Pinhey 1966. Onychogomphus rossii ingår i släktet Onychogomphus och familjen flodtrollsländor. IUCN kategoriserar arten globalt som otillräckligt studerad. Inga underarter finns listade i Catalogue of Life.